# Giulian Biancone
Giulian Biancone (Fréjus, 31 de marzo de 2000) es un futbolista francés. Juega de defensa y su equipo es el Olympiacos F. C. de la Superliga de Grecia.

## Trayectoria
Comenzó su carrera profesional en el A. S. Monaco. Debutó el 28 de noviembre de 2018 contra el Atlético de Madrid en la Liga de Campeones. En julio de 2019 fue envido a préstamo al Círculo de Brujas de Bélgica.
Dejó Mónaco al término de la temporada 2020-21, y el 12 de agosto de 2021 fichó por el E. S. Troyes A. C. de la Ligue 1.
El 3 de julio de 2022 firmó por tres años con el Nottingham Forest F. C. que militaba en la Premier League inglesa. En el primero de ellos jugó tres partidos y en septiembre de 2023 fue traspasado al Olympiacos F. C.

## Selección nacional
Representó a Francia sub-19 entre 2018 y 2019.

## Estadísticas
Actualizado al último partido disputado el 11 de mayo de 2025.
| Club                               | Div.          | Temporada     | Liga  | Liga  | Copas nacionales | Copas nacionales | Copas internacionales | Copas internacionales | Total | Total |
| Club                               | Div.          | Temporada     | Part. | Goles | Part.            | Goles            | Part.                 | Goles                 | Part. | Goles |
| ---------------------------------- | ------------- | ------------- | ----- | ----- | ---------------- | ---------------- | --------------------- | --------------------- | ----- | ----- |
| A. S. Monaco F. C. "II" Francia    | 4.ª           | 2018-19       | 13    | 1     | ―                | ―                | ―                     | ―                     | 13    | 1     |
| A. S. Monaco F. C. "II" Francia    | Total club    | Total club    | 13    | 1     | 0                | 0                | 0                     | 0                     | 13    | 1     |
| A. S. Monaco F. C. Francia         | 1.ª           | 2018-19       | 1     | 0     | 2                | 1                | 2                     | 0                     | 5     | 1     |
| Círculo de Brujas · Bélgica        | 1.ª           | 2019-20       | 25    | 1     | 0                | 0                | ―                     | ―                     | 25    | 1     |
| A. S. Monaco F. C. Francia         | 1.ª           | 2020-21       | 2     | 0     | ―                | ―                | ―                     | ―                     | 2     | 0     |
| A. S. Monaco F. C. Francia         | Total club    | Total club    | 3     | 0     | 2                | 1                | 2                     | 0                     | 7     | 1     |
| Círculo de Brujas · Bélgica        | 1.ª           | 2020-21       | 18    | 1     | 2                | 0                | ―                     | ―                     | 20    | 1     |
| Círculo de Brujas · Bélgica        | Total club    | Total club    | 43    | 2     | 2                | 0                | 0                     | 0                     | 45    | 2     |
| E. S. Troyes A. C. Francia         | 1.ª           | 2021-22       | 33    | 1     | 0                | 0                | ―                     | ―                     | 33    | 1     |
| E. S. Troyes A. C. Francia         | Total club    | Total club    | 33    | 1     | 0                | 0                | 0                     | 0                     | 33    | 1     |
| E. S. Troyes A. C. "II" Francia    | 5.ª           | 2021-22       | 1     | 0     | ―                | ―                | ―                     | ―                     | 1     | 0     |
| E. S. Troyes A. C. "II" Francia    | Total club    | Total club    | 1     | 0     | 0                | 0                | 0                     | 0                     | 1     | 0     |
| Nottingham Forest F. C. Inglaterra | 1.ª           | 2022-23       | 2     | 0     | 1                | 0                | ―                     | ―                     | 3     | 0     |
| Nottingham Forest F. C. Inglaterra | Total club    | Total club    | 2     | 0     | 1                | 0                | 0                     | 0                     | 3     | 0     |
| Olympiacos F. C. "B" · Grecia      | 2.ª           | 2023-24       | 3     | 0     | ―                | ―                | ―                     | ―                     | 3     | 0     |
| Olympiacos F. C. "B" · Grecia      | Total club    | Total club    | 3     | 0     | 0                | 0                | 0                     | 0                     | 3     | 0     |
| Olympiacos F. C. · Grecia          | 1.ª           | 2023-24       | 11    | 0     | 1                | 0                | 0                     | 0                     | 12    | 0     |
| Olympiacos F. C. · Grecia          | 1.ª           | 2024-25       | 17    | 1     | 4                | 0                | 4                     | 1                     | 25    | 2     |
| Olympiacos F. C. · Grecia          | Total club    | Total club    | 28    | 1     | 5                | 0                | 4                     | 1                     | 37    | 2     |
| Total carrera                      | Total carrera | Total carrera | 126   | 5     | 10               | 1                | 6                     | 1                     | 142   | 7     |
| 1. 2.                              |               |               |       |       |                  |                  |                       |                       |       |       |

## Palmarés

### Títulos nacionales
| Título              | Club             | País   | Año  |
| ------------------- | ---------------- | ------ | ---- |
| Superliga de Grecia | Olympiacos F. C. | Grecia | 2025 |
| Copa de Grecia      | Olympiacos F. C. | Grecia | 2025 |